# Ljubim
Ljubim (russisch Любим) ist eine Kleinstadt in der Oblast Jaroslawl (Russland) mit 5555 Einwohnern (Stand 14. Oktober 2010).

## Geografie

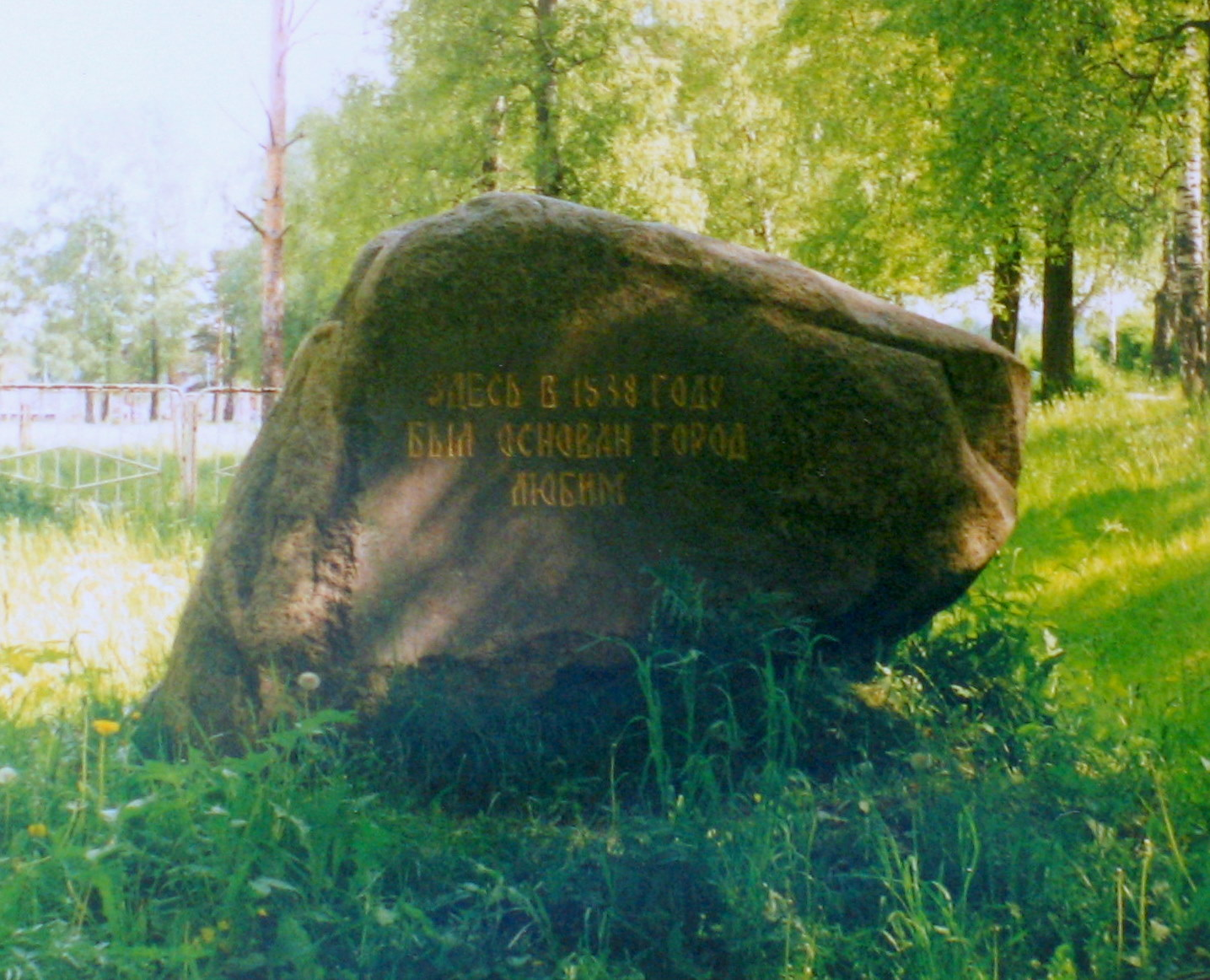
Gedenkstein am (vermeintlichen) Ort der Stadtgründung

Die Stadt liegt etwa 125 Kilometer nordöstlich der Oblasthauptstadt Jaroslawl an der Mündung des Flüsschens Obnora in die Kostroma, einem linken Nebenfluss der Wolga.
Ljubim ist Verwaltungszentrum des gleichnamigen Rajons.
Die Stadt liegt an der Stammstrecke der Transsibirischen Eisenbahn (Streckenkilometer 393 ab Moskau).

## Geschichte
Ljubim wurde 1546 (oder 1538) gegründet und erhielt 1777 das Stadtrecht.

### Bevölkerungsentwicklung
| Jahr | Einwohner |
| ---- | --------- |
| 1897 | 3000      |
| 1926 | 3700      |
| 1939 | 7117      |
| 1959 | 7619      |
| 1970 | 7722      |
| 1979 | 7374      |
| 1989 | 7074      |
| 2002 | 6254      |
| 2010 | 5555      |

Anmerkung: Volkszählungsdaten (1926 gerundet)

## Wirtschaft
In Ljubim gibt es Betriebe der holzverarbeitenden, Leicht- und Lebensmittelindustrie.